# Tocco da Casauria
Tocco da Casauria község (comune) Olaszország Abruzzo régiójában, Pescara megyében.

## Fekvése
A község a Majella Nemzeti Park területén fekszik a Aterno-Pescara folyó völgyében. Határai: Bolognano, Bussi sul Tirino, Castiglione a Casauria, Torre de’ Passeri, Popoli és Salle.

## Története
Első említése 872-ből származik. Fejlődsének a 12. században indul, amikor felépül erődje és a Sant’Eustachio-templom. A középkori épületeinek nagy része elpusztult az 1456-os és 1706-os földrengések során. Önállóságát 1806-ban nyeri el, amikor a Nápolyi Királyságban felszámolják a feudalizmust.

## Népessége
A népesség számának alakulása:

## Főbb látnivalói
- a 12. században épült Castello (vár)
- a 12. században épült Sant’Eustachio-templom
- az 1480-ban épült Madonna delle Grazie-templom
- a 14. századi San Domenico-templom
- a 19. századi nemesi palota, a Palazzo Toro